# Alain Nègre
Pour les articles homonymes, voir Nègre (homonymie).
Alain Nègre est un chef décorateur et un directeur artistique français, né le 5 septembre 1937 à Champigny-sur-Marne (Seine, act. Val-de-Marne) et mort le 18 août 2024 à Joinville-le-Pont (Val-de-Marne).

## Biographie
Fils de Raymond Nègre et frère cadet de l'artiste peintre Osanne, Alain Nègre suit des études d'arts appliqués puis entre à l'IDHEC au milieu des années 1950. Après avoir été longtemps assistant, il entre à l'ORTF à la fin des années 1960, puis au CNC au milieu des années 1970.

## Filmographie (sélection)

### Cinéma
- 1982 : Le Retour de Martin Guerre de Daniel Vigne
- 1993 : L'Odeur de la papaye verte de Tran Anh Hung

### Télévision
- 1965 : Les Cinq Dernières Minutes (2 épisodes)
- 1971-1975 : Les Enquêtes du commissaire Maigret (7 épisodes)
- 1975 - 1976 : Marie-Antoinette, série télévisée réalisée par Guy Lefranc
- 1978 : Les Enquêtes du commissaire Maigret, épisode : Maigret et l'Affaire Nahour de René Lucot
- 1981 : Le Bunker de George Schaefer
- 1988 : Phèdre de Pierre Cardinal
- 1991 : Héloïse de Pierre Tchernia
- 1993 : Highlander (9 épisodes)

## Distinctions

### Récompenses
- César du cinéma 1983 : César du meilleur décor pour Le Retour de Martin Guerre